# Enis Rotthoff
Enis Rotthoff (* 1979) ist ein deutscher Komponist.

## Leben
Rotthoff studierte Filmmusik an der Hochschule für Film und Fernsehen „Konrad Wolf“ und Gesellschafts- und Wirtschaftskommunikation an der Universität der Künste Berlin.
Er komponierte die Musik für mehrere Kinofilme. Als Assistent von Jan A. P. Kaczmarek ist er an weiteren Projekten aus dem Bereich Filmsoundtracks beteiligt. Auch Bühnenmusiken (etwa für Zaimoglu/Senkel) und Fernsehfilmscores stammen von ihm, ebenso wie Musik für die Werbung.
Ende 2007 wurde Rotthoff, der gern orchestrale und elektronische Elemente verbindet, durch die Federation of Film & Audiovisual Composers of Europe zum „European Composer 2008“ für Deutschland nominiert. 2009 schrieb er unter anderem die Filmmusik zu einem neuen Free-Willy-Film.
Enis Rotthoff lebt und arbeitet in Berlin und Los Angeles.

## Filmmusiken (Auswahl)
- 2003: Alltag (Fernsehfilm)
- 2004: Urban Guerillas
- 2004: Ende Februar
- 2004: Hinter der Tür (Kurzfilm)
- 2005: Hundeleben (Kurzfilm)
- 2005: Das Lächeln der Tiefseefische
- 2005: Die blaue Grenze
- 2005: Hombres
- 2005: Schneckentempo (Kurzfilm)
- 2005: Die andere Seite (Kurzfilm)
- 2005: Tatort: Erfroren
- 2006: Der die Tollkirsche ausgräbt (Kurzfilm)
- 2006: Freundinnen fürs Leben (Fernsehfilm)
- 2007: TRUST.Wohltat (Fernsehfilm)
- 2007: Bende Sira – Ich bin dran (Kurzfilm)
- 2007: Hundefutter
- 2008: Schausteins letzter Film (Kurzfilm)
- 2008: Unschuldig (Fernsehserie)
- 2008: Unschuld
- 2008: Strafstoß (Kurzfilm)
- 2009: Must Love Death
- 2009: Claudia (Fernsehfilm)
- 2009: Mein Kampf
- 2009: Free Willy – Rettung aus der Piratenbucht (Free Willy – Escape from Pirates Cove)
- 2009: Keine Angst (Fernsehfilm)
- 2010: Unkraut im Paradies
- 2010: Vom Ende der Liebe (Fernsehfilm)
- 2010: Transfer
- 2010: Der Mauerschütze (Fernsehfilm)
- 2010: Silver Tongues
- 2011: Carl & Bertha
- 2011: Rubbeldiekatz
- 2012: Die Vermessung der Welt
- 2013: Feuchtgebiete
- 2014: Stereo
- 2014–2017: Joachim Vernau (Fernsehreihe)
  - 2014: Die letzte Instanz
  - 2017: Die 7. Stunde
- 2015: Er ist wieder da
- 2015: Die Trapp Familie – Ein Leben für die Musik
- 2016: Das Programm (Fernsehfilm)
- 2016: Tatort: Im gelobten Land
- 2016: Vier gegen die Bank
- 2017: Tatort: Borowski und das dunkle Netz
- 2017: Jugend ohne Gott
- 2017: So auf Erden
- 2018: Atlas
- 2018: Grüner wird’s nicht, sagte der Gärtner und flog davon
- 2018: Wir sind doch Schwestern
- 2019: Blind ermittelt – Das Haus der Lügen
- 2019: Guns Akimbo
- 2020: Lassie – Eine abenteuerliche Reise
- 2020: Love Sarah – Liebe ist die wichtigste Zutat (Love Sarah)
- 2021: Die Heimsuchung
- 2021: Es ist nur eine Phase, Hase
- 2022: Euer Ehren (Fernsehserie)
- 2022: Und dann steht einer auf und öffnet das Fenster
- 2023: Sonne und Beton
- 2024: Trigger Warning
- 2024: Perfect Match
- 2025: Feste & Freunde – Ein Hoch auf uns!